# Great Unknown
Great Unknown é uma entidade ficcional da pós-vida, da série A Series of Unfortunate Events, escrita pelo romancista americano Lemony Snicket.